# УСТ Сокіл (Бад-Верісгофен)
УСТ «Сокіл» (Українське Спортове Товариство «Сокіл») — українське спортивне товариство з німецького поселення Бад-Верісгофен.
УСТ «Сокіл» в Кнайпівському курорті Верісгофен (430 українців) заснував 19 листопада 1945 року д-р Юрій Стефанівський і став першим головою.
Хоч малий табір, та завдяки активності (проф. Луки Лісевича, Микити Лозового, спортсменів Ірини і Юрія Стефанівських, Йосафата Кліша, Тараса Чмоли, Петра Ференца і Капка) — товариство до липня 1946 р. (до розселення табору) було дуже діяльним. Воно провадило секції: футболу, волейболу чоловіків і жінок, баскетболу, легкої атлетики, шахів, туризму, плавання, настільного тенісу і тенісу. Це було єдине українське товариство, що мало активну тенісну секцію, яка влаштувала 4 турніри з німцями і народами ДП. Цією ланкою опікувався проф. Лісевич, а найкращими змагунами були Степан Бень, Лісевич, д-р Маріян Борис і Петро Кощук.
Спортсмени всіх інших секцій брали участь в обласних і загальних турнірах. Волейбол чоловіків зайняла перше місце в області (1946 р.) і друге місце в зоні (23. 6. 1946 р.), баскетбол — перше місце в області, Чмола — 1-е місце в бігу на 5 км на зональних змаганнях в 1946 р.
Товариство було господарем першого зонального командного шахового турніру (9 дружин) в 1946 р., який зразково перевело.
Другим головою товариства був Василь Шкляр, в 1946—1947 рр. — д-р Борис, а в 1947—1948 рр. — Ярослав Кришталович. Членів товариства — 151 особа.
По розселенні табору товариство безуспішно намагалося провадити діяльність між приватниками, а зліквідувалося щойно в травні 1948 р., коли вивезено усіх українців з Верісгофену.